# Brunei Pitis
Pitis war eine historische Währung in Brunei, die 1868 letztmals ausgegeben wurde und bis ins 20. Jahrhundert in Umlauf war. Antonio Pigafetta bezeichnete sie als picil. Bestimmte Varianten wurden als kue und paku („Stück“) bezeichnet. Die Pitis wurden ersetzt durch die Straits dollar, die einen Gegenwert von 4000 Pitis, beziehungsweise 800 Paku hatten und ebenbürtig waren mit dem Spanischen Dollar.

## Geschichte
Vor der Einführung von Münzen in Brunei wurde Kaurigeld als Handelwährung zum Kauf kleinerer Gegenstände verwendet. Daneben wurden bronzene Teekessel als Tauschobjekte entlang der Küste von Nord-Borneo gehandelt.
Die ersten echten Münzen, die in Gebrauch kamen, waren chinesische Käsch (chinesisch: 块, „Kuai“). In Brunei wurden schon diese Münzen als „pitis“ bezeichnet. Sie kamen möglicherweise schon ab dem 9. bis 12. Jahrhundert, ab den ersten Handelskontakten zwischen China und Brunei in Gebrauch.
Als Antonio Pigafetta, der Chronist Ferdinand Magellans, Brunei 1521 besuchte, schrieb er: „Das Geld ist aus Bronze gemacht, die in der Mitte durchlöchert ist, so dass sie aufgefädelt werden kann. Auf jeder Seite trägt sie vier Chinesische Schriftzeichen, welche die Signatur des Großen Königs von China sind. Wir nennen die Münzen picils.“
Im 16. Jahrhundert begann Brunei eigene Währung auszugeben. Auch diese Münzen wurden „pitis“ genannt, während die chinesischen Münzen fortan als „kue“ bezeichnet wurden. Chinesische Münzen waren in Brunei weiterhin in Gebrauch bis zur zweiten Hälfte des 19. Jahrhunderts.
Zusätzlich kamen silberne Spanische Dollars in Umlauf mit einer Wechselrate von 4000 pitis zu einem Dollar. Eiserne Barren wurden ebenfalls als Geld genutzt, mit einer Wechselrate von 100 flachen, rechteckigen, Ein-Zoll-Stücken zu einem Dollar. Außerdem waren Miniatur-Kanonen mit Größen zwischen 150 mm bis zu einem Fuß Länge in Gebrauch.
1906 gab Sultan Hashim nach, dass ein britischer Resident in Brunei aufziehen durfte. Er ließ auch stillschweigend zu, dass die Straits-Dollar, welche von den Briten in den Straits Settlements (Malaya, Singapur, North Borneo (Sabah) und Sarawak) Verwendung fanden, in Brunei eingeführt wurden. Trotz der Einführung der neuen Währung blieben die älteren lokalen Währungen mit sehr unterschiedlichen Tauschraten in Gebrauch. Die alten „pitis“ wurden fortan als paku (englisch piece) bezeichnet und 8 paku entsprachen 1 Cent oder kayu (sakayu). Offiziell entsprachen 4000 pitis einem Dollar.

## Münzwesen
Die ersten Münzen wurden aus einer Zinn-Blei-Legierung geschlagen. Davon gibt es drei Varianten: Die ältestem trugen ein anonymes Blumen-Design. Danach folgten Ausgaben von unbenannten Sultanen und die jüngsten Münzen trugen auch dei Namen des ausgebenden Sultans. Diese Münzen wurden vom 16. bis zum 19. Jahrhundert hergestellt.
Die Münzen ohne einen identifizierbare Sultansname tragen Ehrentitel der Sultane, wie zum Beispiel Malikul-Adil („Der gerechte Sultan“) und Malikul-Thahir („Der siegreiche Sultan“). Diese Titel sind nicht Personenbezogen, obwohl man vermutet, dass diese Münzen aus der Zeit von Sultan Muhammad Hassan stammen (1605–1620).
Die ersten pitis in Brunei, die mit einem definiten Datum geprägt wurden, entstanden in der Regierungszeit von Sultan Abdul Momin (1853–1885). Der Hauptanteil der Legierung ist Blei mit Zinn. Auf der Vorderseite zeigt die Münze die königlichen Sonnenschirme und weitere Staatsinsignien. Eine Inschrift lautet übersetzt: „Auf Erlass der staatlichen Finanz-Administration von Brunei, im Jahr des Propheten 1285.“ Das entspricht dem Jahr 1285 der Hidschra, nach christlicher Zeitrechnung dem Jahr 1868. Es gab Münzen mit zwei Münzwerten: ½ und 1 pitis.
Der letzte Sultan, der seine eigenen Münzen prägen ließ war Sultan Hashim, der die star coin prägen ließ. Diese Münzen wurden 1886 (AH 1304) in Birmingham, England, geprägt.
Diese Münzen bestanden aus Bronze und tragen einen Stern in einem Kreis mit einer arabischen Inschrift (obvers) und revers eine „1“ in einem Kreis mit der Inschrift „SULTANATE OF BRUNEI 1304“.

## Gegenwart
In Brunei ist heute der Brunei-Dollar in Gebrauch.